# Lac la Pêche
Lac la Pêche är en sjö i Kanada.   Den ligger i regionen Outaouais och provinsen Québec, i den sydöstra delen av landet, 50 km nordväst om huvudstaden Ottawa. Lac la Pêche ligger 178 meter över havet. Arean är 7,9 kvadratkilometer. Den sträcker sig 6,1 kilometer i nord-sydlig riktning, och 4,8 kilometer i öst-västlig riktning.
Omgivningarna runt Lac la Pêche är en mosaik av jordbruksmark och naturlig växtlighet. Runt Lac la Pêche är det glesbefolkat, med 10 invånare per kvadratkilometer.